# Arturo Zúñiga
Luis Arturo Zúñiga Jory (Santiago, 1 de diciembre de 1982) es un ingeniero comercial y político chileno. Desde el 11 de julio de 2019 hasta el 3 de noviembre de 2020 se desempeñó como subsecretario de Redes Asistenciales en el Minsal, bajo el segundo mandato del presidente Sebastián Piñera. Allí fue uno de los rostros del gobierno en la estrategia sanitaria por la pandemia de COVID-19.

## Familia y estudios
Es uno de los tres hijos del matrimonio formado por Luis Arturo Zúñiga Escala y su esposa Adriana Jory Guzmán. Realizó sus estudios superiores en la carrera de ingeniería comercial en la Pontificia Universidad Católica (PUC).
Está casado con María de la Luz Errázuriz, quien fuera directora del Departamento de Desarrollo Comunitario en Panguipulli y, con quien tiene cuatro hijos.

## Trayectoria política

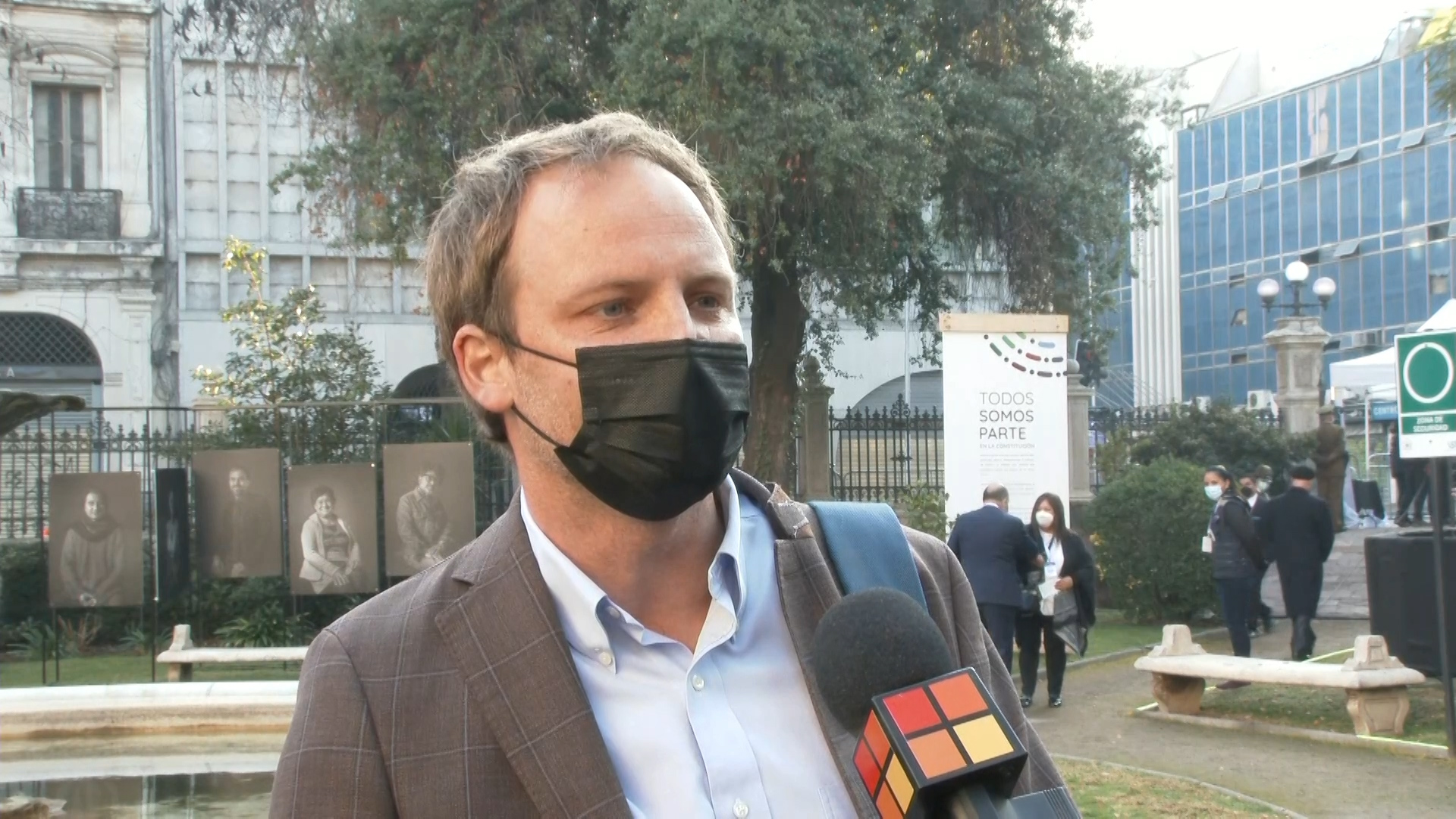
Zúñiga siendo entrevistado en la primera reunión de la Convención Constitucional el 4 de julio de 2021.

Entre 2010 y 2014 durante el primer mandato del presidente Piñera, se desempeñó como jefe de gabinete del ministro de Salud, Jaime Mañalich, y anteriormente, como director de salud de la Municipalidad de Panguipulli, entre otros cargos de administración en salud.
En 2016 tuvo una breve militancia política por la Unión Demócrata Independiente (UDI).
Hasta junio de 2019 se desempeñó como gerente comercial de la Clínica de la Universidad de Los Andes.
El 11 de julio de 2019 fue designado por el presidente Piñera como subsecretario de Redes Asistenciales del Ministerio de Salud (Minsal), sucediendo a Luis Castillo Fuenzalida. 
El 3 de noviembre de 2020 se anunció su salida del Minsal para poder iniciar una candidatura a algún cargo de elección popular. Sectores opositores apuntaron a que su salida se debió a acusaciones de gastos sin respaldo, servicios de salud en serios problemas financieros, la sombra de las auditorías al uso de recursos en los hospitales y servicios de salud durante la Pandemia de COVID-19, así como en el arriendo de residencias sanitarias y el pago a una constructora en quiebra a cargo del nuevo Hospital Barros Luco.
El 12 de enero de 2021 se inscribió como candidato a la Convención Constitucional por el distrito n° 9, en representación de la UDI, resultando elegido en los comicios desarrollados el 15 y 16 de mayo. Zúñiga ha sido sancionado por la Comisión de Ética de la Convención, por dichos contra sus pares Marcos Barraza (tras decirle "lo que hace es un acto de poca cosa que no me extraña porque usted es Comunista") y Francisca Linconao (tras expresar por Twitter "si piden la inhabilitación de Hugo Gutiérrez por prófugo, la de Marcos Barraza por estafa en Universidad ARCIS o la de Francisca Linconao por el asesinato del matrimonio Luchsinger, yo estaría en contra").

## Historial electoral

### Elecciones de convencionales constituyentes de 2021
- Elecciones de convencionales constituyentes de 2021, para convencional constituyente por el distrito 9, compuesto por las comunas de Conchalí, Huechuraba, Renca, Cerro Navia, Lo Prado, Quinta Normal, Independencia y Recoleta.[15]

| Candidato                  | Pacto                     | Partido | Votos  | %     | Resultados   |
| -------------------------- | ------------------------- | ------- | ------ | ----- | ------------ |
| Rodrigo Logan Soto         | Independiente             | Ind.    | 34 781 | 10.97 | Convencional |
| Bárbara Sepúlveda Hales    | Apruebo Dignidad          | PC      | 24.900 | 7.85  | Convencional |
| Alejandra Pérez Espina     | La Lista del Pueblo       | Ind.    | 18 002 | 5.68  | Convencional |
| Natalia Henríquez Carreño  | La Lista del Pueblo       | Ind.    | 17 903 | 5.65  | Convencional |
| Gloria Pinto Becerra       | La Lista del Pueblo       | Ind.    | 16 281 | 5.14  |              |
| Jessica Cayupi Llancaleo   | Mov. soc. plurinacionales | Ind.    | 13 733 | 4.1   |              |
| Arturo Zúñiga Jory         | Vamos por Chile           | UDI     | 11 571 | 3.65  | Convencional |
| Rodrigo Mallea Cardemil    | Apruebo Dignidad          | CS      | 10 329 | 3.26  |              |
| César Valenzuela Maass     | Lista del Apruebo         | PS      | 9592   | 3.03  | Convencional |
| Luz Vidal Huiriqueo        | Apruebo Dignidad          | Ind.    | 5895   | 1.86  |              |
| Haydee Oberreuter Umazabal | Apruebo Dignidad          | Ind.    | 2595   | 0.82  |              |